# Norocul (nuvelă)
Norocul este o nuvela de mari dimensiuni scrisa de un autor deosebit Liviu Rebreanu apărută pentru prima oară în volum în 1921 în nr. 1 - 3 a "Bibliotecii Universale" a editurii Alcalay și Calafeteanu.